# Mistrzostwa Europy w Lekkoatletyce 1974 – bieg na 400 m mężczyzn

David Jenkins

Bieg na dystansie 400 metrów mężczyzn był jedną z konkurencji rozgrywanych podczas XI Mistrzostw Europy w Rzymie. Biegi eliminacyjne zostały rozegrane 2 września, biegi półfinałowe 3 września, a bieg finałowy 4 września 1974 roku. Zwycięzcą tej konkurencji został reprezentant Republiki Federalnej Niemiec Karl Honz. W rywalizacji wzięło udział dwudziestu ośmiu zawodników z jedenastu reprezentacji.

## Rekordy
| Rekord świata     | Lee Evans (USA)     | 43,86 | Meksyk, Meksyk      | 18.10.1968 |
| Rekord Europy     | Karl Honz (FRG)     | 44,70 | Monachium, RFN      | 21.07.1972 |
| Rekord mistrzostw | David Jenkins (GBR) | 45,45 | Helsinki, Finlandia | 13.08.1971 |

## Wyniki

### Eliminacje
Rozegrano trzy biegi eliminacyjne. Do półfinałów awansowało po czterech najlepszych zawodników każdego biegu eliminacyjnego (Q), a także czterech spośród pozostałych z najlepszymi czasami (q).
Bieg 1
| Miejsce | Zawodnik               | Czas  | Uwagi |
| ------- | ---------------------- | ----- | ----- |
| 1       | Horst-Rüdiger Schlöske | 45,92 | Q     |
| 2       | Fons Brydenbach        | 46,00 | Q     |
| 3       | Francis Demarthon      | 46,11 | Q     |
| 4       | Andreas Scheibe        | 46,38 | Q     |
| 5       | Per-Olof Sjöberg       | 46,63 | q     |
| 6       | Roger Jenkins          | 46,78 | q     |
| 7       | Roman Siedlecki        | 47,35 |       |

Bieg 2
| Miejsce | Zawodnik               | Czas  | Uwagi |
| ------- | ---------------------- | ----- | ----- |
| 1       | Bernd Herrmann         | 46,30 | Q     |
| 2       | Markku Kukkoaho        | 46,38 | Q     |
| 3       | Jürgen Utikal          | 46,44 | Q     |
| 4       | Toine van den Goolberg | 46,46 | Q     |
| 5       | Milorad Čikić          | 46,68 | q     |
| 6       | Michael Fredriksson    | 47,01 | q     |
| 7       | Stephen Marlow         | 48,71 |       |

Bieg 3
| Miejsce | Zawodnik         | Czas  | Uwagi |
| ------- | ---------------- | ----- | ----- |
| 1       | Ossi Karttunen   | 46,50 | Q     |
| 2       | David Jenkins    | 46,60 | Q     |
| 3       | Eric Carlgren    | 46,97 | Q     |
| 4       | Karl Honz        | 46,98 | Q     |
| 5       | Josip Alebić     | 47,41 |       |
| 6       | Pasqualino Abeti | 47,80 |       |

### Półfinały
Rozegrano dwa półfinały. Do finału awansowało po czterech najlepszych zawodników każdego biegu półfinałowego (Q).
Półfinał 1
| Miejsce | Zawodnik               | Czas  | Uwagi |
| ------- | ---------------------- | ----- | ----- |
| 1       | Karl Honz              | 46,24 | Q     |
| 2       | Francis Demarthon      | 46,28 | Q     |
| 3       | Markku Kukkoaho        | 46,29 | Q     |
| 4       | Eric Carlgren          | 46,51 | Q     |
| 5       | Jürgen Utikal          | 46,62 |       |
| 6       | Horst-Rüdiger Schlöske | 46,64 |       |
| 7       | Per-Olof Sjöberg       | 46,68 |       |
| 8       | Roger Jenkins          | 47,30 |       |

Półfinał 2
| Miejsce | Zawodnik               | Czas  | Uwagi |
| ------- | ---------------------- | ----- | ----- |
| 1       | David Jenkins          | 45,93 | Q     |
| 2       | Ossi Karttunen         | 46,36 | Q     |
| 3       | Michael Fredriksson    | 46,39 | Q     |
| 4       | Bernd Herrmann         | 46,40 | Q     |
| 5       | Fons Brydenbach        | 46,43 |       |
| 6       | Milorad Čikić          | 47,04 |       |
| 7       | Andreas Scheibe        | 47,24 |       |
| 8       | Toine van den Goolberg | 47,40 |       |

### Finał
| Miejsce | Zawodnik            | Czas  | Uwagi |
| ------- | ------------------- | ----- | ----- |
| 1       | Karl Honz           | 45,04 | CR    |
| 2       | David Jenkins       | 45,67 |       |
| 3       | Bernd Herrmann      | 45,78 |       |
| 4       | Markku Kukkoaho     | 45,84 |       |
| 5       | Ossi Karttunen      | 45,87 |       |
| 6       | Michael Fredriksson | 46,12 |       |
| 7       | Eric Carlgren       | 46,15 |       |
| 8       | Francis Demarthon   | 46,90 |       |